# Monarda bradburiana
Monarda bradburiana là một loài thực vật có hoa trong họ Hoa môi. Loài này được Beck mô tả khoa học đầu tiên năm 1826.